# Jan Kazimierz Denhoff
Jan Kazimierz Denhoff (Varsóvia, 6 de junho de 1649 - Roma, 20 de junho de 1697) foi um cardeal do século XVII

## Biografia
Nasceu em Varsóvia em 6 de junho de 1649. Filho de Teodoro Denhoff e Katarzyna Franciszka Bessen. Ele tinha dois irmãos, Henryk e Franciszek Teodor; e duas irmãs, Elżbieta e Urszula. Seu padrinho foi o ex-cardeal e rei polonês Jan II Kazimierz Waza. Seu sobrenome também está listado como Dönhoff.
Estudou em Paris, França.
Canon do capítulo da catedral de Gniezno. Arquidiácono do capítulo da catedral de Varsóvia. abade de Chiaratomba . Ajudou generosamente os afetados pela peste em Varsóvia. Enviado a Roma pelo rei Jan III Sobieski, para mover o Papa Inocêncio XI (1676-1689) para uma maior participação na liga contra os turcos. O papa pediu-lhe que ficasse em Roma e o nomeou prelado papal. Referendário dos Tribunais da Assinatura Apostólica da Justiça e da Graça, 28 de junho de 1685. Preceptor in commendam do arqui-hospital S. Spirito in Sassia , Roma, 30 de junho de 1685. Ministro do Rei da Polônia perante a Santa Sé.
Criado cardeal sacerdote no consistório de 2 de setembro de 1686; recebeu o gorro vermelho e o título de S. Giovanni a Porta Latina, em 30 de setembro de 1686.
Eleito bispo de Cesena, 10 de novembro de 1687. Consagrada, 14 de dezembro de 1687, igreja de Santo Spirto, Roma, pelo cardeal Carlo Pio, bispo de Sabina, auxiliado por Odoardo Cibo, arcebispo titular de Selêucia, e por Prospero Bottini, arcebispo titular de Mira. Participou do conclave de 1689, que elegeu o papa Alexandre VIII. Participou do conclave de 1691, que elegeu o Papa Inocêncio XII. Camerlengo do Sacro Colégio dos Cardeais, 10 de janeiro de 1695 até 2 de janeiro de 1696. Renunciou ao governo da diocese, 2 de junho de 1697.
Morreu em Roma em 20 de junho de 1697, às 23h30, em seu palácio romano em frente à igreja de S. Luigi dei Francesi. Exposto na igreja de S. Maria em Vallicella, Roma, onde o funeral ocorreu em 22 de junho de 1697; e enterrado em frente ao altar-mor da igreja trinitária de S. Carlo alle quattro Fontane , no monte Quirinale , Roma.